# Grążowice
Grążowice [pronunciación en polaco: /ɡrɔ̃ʐɔˈvit͡sɛ/] es un pueblo ubicado en el distrito administrativo de Gmina Sławno, dentro del condado de Opoczno, voivodato de Łódź, en el centro de Polonia.